# Dubai Duty Free Tennis Championships 2020
Die Dubai Duty Free Tennis Championships 2020 waren ein Tennisturnier der WTA Tour 2020 für Damen und ein Tennisturnier der ATP Tour 2020 für Herren in Dubai. Das Damenturnier der WTA fand vom 17. bis 22. Februar 2020, das Herrenturnier der ATP vom 24. bis 29. Februar statt.

## Herrenturnier
→ Qualifikation: Dubai Duty Free Tennis Championships 2020/Herren/Qualifikation

## Damenturnier
→ Qualifikation: Dubai Duty Free Tennis Championships 2020/Damen/Qualifikation